# باشگاه فوتبال پورا
باشگاه فوتبال پورا یک باشگاه فوتبال در شهر تهران بوده‌است که در اواخر سال ۱۳۶۶ با خرید امتیاز باشگاه فوتبال کیان تأسیس شده‌است اما در سال ۱۳۷۳ به دلیل عدم صعود به لیگ دسته اول فوتبال ایران منحل شد.
این باشگاه توسط عبدالله صوفیانی راه‌اندازی شد که وی مالک یک شرکت پوست و روده بوده‌است.
در سالهای ۱۳۶۶ تا ۱۳۶۸ سرپرست تیم محمد باباجان بود وی در چهارراه وثوق تهران قصاب بنامی بوده‌است. از افتخارات وی کسب ۲ مقام اولی استانی بوده

## بازیکنان مطرح
- وحید قلیچ
- یحیی گل‌محمدی
- مرتضی فنونی‌زاده
- رحیم یوسفی
- کاظم سیدعلیخانی
- محمدرضا شکورزاده
- عبدالوهاب اسلامی
- جواد منافی
- رسول ذوالفقاری

## مربیان مطرح
- محمد بیاتی
- ابراهیم آشتیانی
- فریدون معینی
- احمد خداداد
- منصور پورحیدری
- پرویز مظلومی